# Prekärotopia
Prekärotopia (Originalschreibweise: PREKÄROTOPIA) ist ein prekäres Singspiel von Beate Engl, Leonie Felle und Franka Kaßner. Es handelt vom utopischen Versuch, gemeinsam zu verändern. Die Uraufführung fand am 30. März 2019 im Kunstbau des Münchner Lenbachhaus statt.
Eine Installation aus Skulpturen, Musik und Videos diente als Kulisse für die Aufführungen. Diese Installation war als Ausstellung vom 31. März bis 22. April im Kunstbau des Münchner Lenbachhaus zu besichtigen. Die drei Künstlerinnen verbinden die verschiedenen Ebenen aus Skulptur, Film, Musik und Performance zu einem kollektiv entwickelten und produzierten Gesamtkunstwerk. Dabei dienen ihnen historische Vorbilder wie die Dreigroschenoper oder das Triadische Ballett als Inspiration.
Prekärotopia erhielt 2019 den Kunstpreis der Bayerischen Akademie der Schönen Künste.
2020 wurde das Singspiel in veränderter Form im A.K.T; in Pforzheim erneut aufgeführt. Die Ausstellung im Alfons-Kern-Turm wurde durch ein umfangreiches digitales Programm begleitet.

## Handlung
Die Handlung des Singspiels wird über die Texte der dreizehn Lieder erzählt.
Die drei Figuren Poupée, Speaker und Trickster leben in einem fiktiven System Prekärotopia, zu dem sie unterschiedliche Auffassungen und Standpunkte einnehmen: Poupée lebt zufrieden an der naiv-bunten Oberfläche von Prekärotopia; Speaker kritisiert und revoltiert gegen die Scheinwelt und will das System verändern; Trickster ironisiert und kommentiert, bleibt aber dennoch dem System verhaftet. Angestachelt von Speakers Aktivismus zerstören die drei Protagonistinnen gemeinsam die vorhandenen Hierarchien und scheitern im Versuch etwas Anderes, etwas Neues zu schaffen und aktiv zu verändern. Die kollektive Euphorie des Aufbruchs und Neuanfangs endet in der Desillusionierung und Vereinzelung der Figuren.

## Gestaltung

### Figuren
Speaker (gespielt von Beate Engl) ist eine idealistische Aktivistin. Sie klagt couragiert die gesellschaftlichen Hierarchien an, wird aber im Verlauf des Stückes selbst von Geld und Macht absorbiert. Am Ende erstarrt sie zum Rednerpult.
Poupée (gespielt von Leonie Felle) glaubt an die Liebe und an ein selbstbestimmtes, gleichberechtigtes Handeln. Doch im Laufe der Geschichte erkennt sie die Widersprüchlichkeit des Systems und ihre vermeintliche Freiheit wird als naiver Selbstbetrug enttarnt.
Trickster (gespielt von Franka Kaßner) ist ein scharfsichtiger Freigeist und bissiger Spötter. Sie durchschaut zwar das System und erkennt dessen Ungerechtigkeiten, kann diese aber nur ironisieren, nicht lösen.

### Musik
Für das prekäre Singspiel haben die Künstlerinnen dreizehn Songs gemeinsam getextet und komponiert. Der Soundtrack wurde zusammen mit Musikern aufgenommen. Musik und Texte in deutscher und englischer Sprache bilden die Grundlage des Singspiels. Die Musik bewegt sich zwischen Punk und Synthiepop, Chanson-, Swing- und Jahrmarkt-Klängen. Durch diese musikalische Bandbreite werden die drei Charaktere der Figuren herausgearbeitet und ihre individuellen Eigenschaften und Emotionen unterstrichen.
Der Soundtrack ist auf Vinyl-LP in einer nummerierten Auflage von 500 Stück beim Münchner Label Gutfeeling Records erschienen.
Playlist
1. Welcome to Prekärotopia[6]
2. Prekariat zum Diktat[7]
3. Mad as hell[8]
4. Wir schleifen die Kugel rund
5. Hierarchieabbau
6. Triumph
7. Brückenkonstrukt[9]
8. Kapitalismus-Triett
9. Ich fühl mich heute so schwarz-weiß
10. Out of order
11. Warum habt ihr mich nicht gefragt
12. Keiner für alle

### Skulptur
Beate Engl, Leonie Felle und Franka Kaßner entwickelten in enger Zusammenarbeit alle Skulpturen als Bühnen- und Ausstellungselemente. Im Zentrum steht die Treppen-Skulptur „Hierarchie“, die von den Protagonistinnen sowohl als performatives Instrument als auch als Bühne benutzt wird.
Die drei Charaktere besitzen jeweils eigene skulpturale Elemente als Attribute: Trickster fährt z. B. mit dem „Broiler“ auf die Bühne, einer fahrbaren Skulptur in Form eines überlebensgroßen Brathähnchens; Poupeé wird begleitet von „Poupées Disco“, einer farbigen Lichtinstallation; Speaker ergibt sich der „Hand des Kapitals“, einer Skulptur in Form eines riesigen ausfahrbaren Arms.

### Film
Zu den dreizehn Songs produzierten die Künstlerinnen Musikvideos gemeinsam mit einem Kamerateam. Die Videos unterstreichen und intensivieren den visuellen Zugang zu den einzelnen Figuren. Sie dienen als Erweiterung der Handlung und zeigen die Figuren mit ihren skulpturalen Attributen in fiktiven Settings. Durch filmische Mittel wird eine emotionale Atmosphäre erzeugt, die einerseits die Figuren charakterisiert und andererseits imaginäre Räume schafft.
- Digital 35, 16:9
- Gesamtlänge des Films: 41 min
- Film: Andrian Campean, Hagen Keller, Felix Pflieger, Felix Press
- Konzept und Schnitt: Beate Engl, Leonie Felle, Franka Kaßner

### Performance
Die Geschichte in dreizehn Szenen wird von den Künstlerinnen bei der Aufführung gesungen und gespielt. In selbst entworfenen Kostümen verkörpern sie ihre jeweiligen Figuren: Speaker gespielt von Beate Engl, Poupée gespielt von Leonie Felle, Trickster gespielt von Franka Kaßner. Die Interaktionen und Handlungen der Figuren illustrieren nicht die Handlung, sondern bleiben abstrakt und bildhaft.
Beispielsweise dekonstruieren die drei Performerinnen in der Szene „Hierarchieabbau“ die Treppenskulptur zum Rhythmus einer Schlagzeugimprovisation. Die akustische und skulpturale Choreographie wird begleitet vom Filmbild einer zerstörerischen Handlung.
In jeder Szene verschränken sich Performance und skulpturale Elemente auf unterschiedliche Weise mit den Ebenen von Film und Musik. Die Narration und die Konflikte der Figuren werden durch diese Multidimensionalität vertieft.

## Preise
- 2019: Kunstpreis der Bayerischen Akademie der Schönen Künste[2]